# Théodore-Adrien Sarr

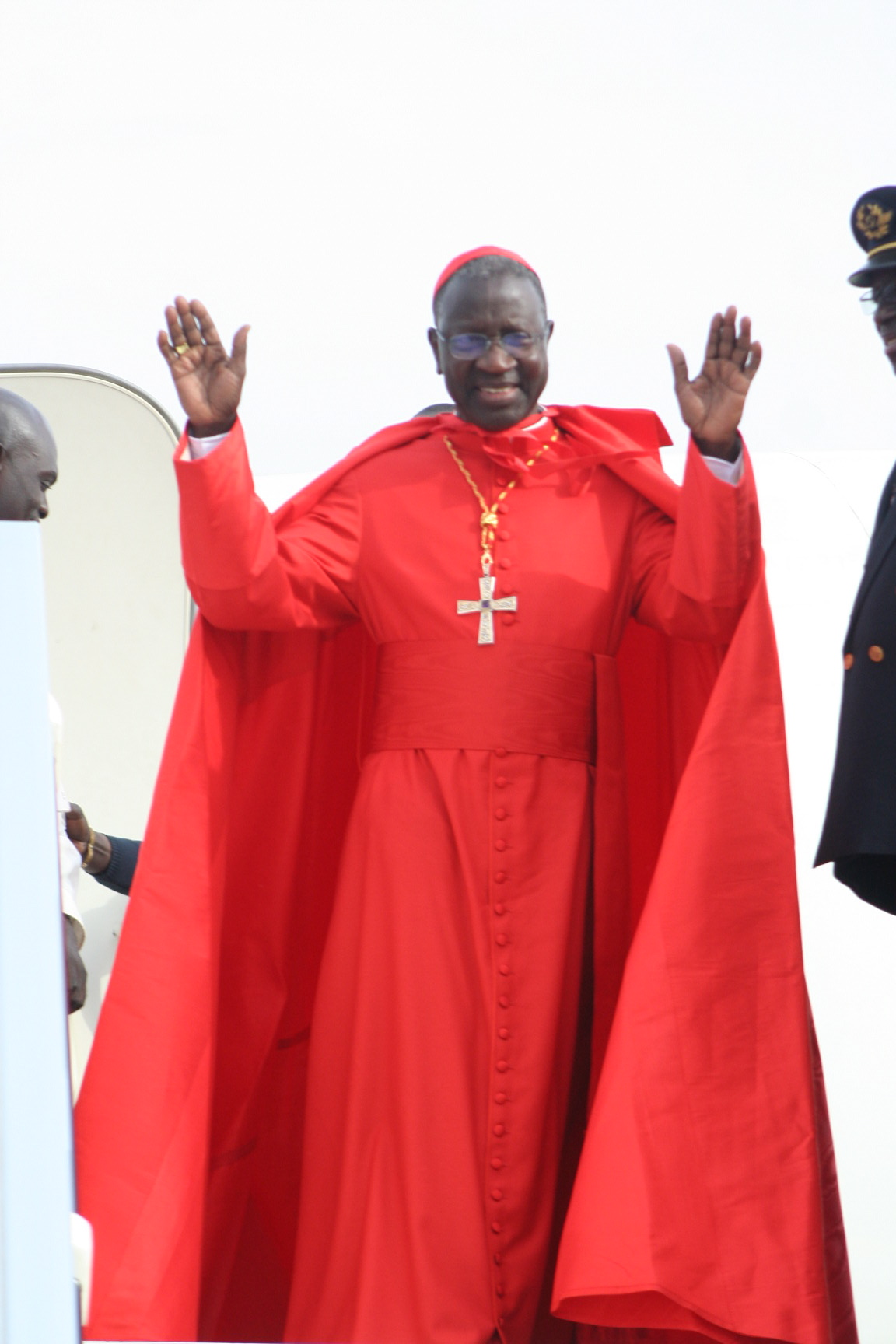
Théodore-Adrien Kardinal Sarr (2008)

Wappen von Théodore-Adrien Sarr

Théodore-Adrien Kardinal Sarr (* 28. November 1936 in Île de Fadiouth, Senegal) ist emeritierter Erzbischof von Dakar.

## Leben
Théodore-Adrien Sarr, eines von sieben Geschwistern, studierte an den Priesterseminaren von Hann und Sébikhoutane Philosophie und Katholische Theologie. Sarr empfing am 28. Mai 1964 das Sakrament der Priesterweihe durch Erzbischof Hyacinthe Thiandoum. Dann wurde er für weiterführende Studien an die Universität von Dakar geschickt, welche er mit einem Lizenziat im Fach Klassische Sprachen abschloss.
Sarr engagierte sich in der Katholischen Aktion und war als Pfarrer in der Pfarrei Saint-Thérèse tätig. Später wurde er Professor am Priesterseminar von N’Gasobil und 1970 schließlich Regens dieses Seminars.
Am 1. Juli 1974 ernannte ihn Papst Paul VI. zum Bischof von Kaolack. Die Bischofsweihe erfolgte am 24. November desselben Jahres in Kaolack durch Hyacinthe Kardinal Thiandoum; Mitkonsekratoren waren sein Vorgänger als Bischof von Kaolack, Théophile Albert Cadoux MSC, und der Bischof von Ziguinchor, Augustin Sagna. Théodore-Adrien Sarr wurde am 2. Juni 2000 von Papst Johannes Paul II. zum dritten Erzbischof von Dakar ernannt.
Am 24. November 2007 nahm ihn Papst Benedikt XVI. als Kardinalpriester mit der Titelkirche Santa Lucia a Piazza d’Armi in das Kardinalskollegium auf.
Théodore-Adrien Sarr ist Präsident der Bischofskonferenz von Senegal, Mauretanien, Kap Verde und Guinea-Bissau sowie erster Vizepräsident des Symposiums der Bischofskonferenzen von Afrika und Madagaskar (SCEAM). Bei der im Juli 2013 in Kinshasa durchgeführten 16. Vollversammlung des SCEAM befürwortete er grundsätzlich die Afrikanisierung der katholischen Kirche. Doch er warnte vor einem Übermaß an Emotionalität in den Gottesdiensten und vor „lauten Liturgien, die wenig Raum lassen für das Hinhören, die Meditation des Wortes Gottes, das stille Gebet und den Aufruf zur Bekehrung im Geiste des Evangelium der Versöhnung“. Solcherlei Liturgien, so Sarr, „entwickeln bei den Gläubigen eine ätherische Spiritualität, die sie mit Gesängen, lärmenden Fürbitten und fruchtlosen Ermahnungen berauscht, die sie nach Wundern gieren lässt und die sich der Mystik des Kreuzes widersetzt, die im Herzen des Glaubens an Jesus Christus verankert ist“.
Am 14. Februar 2009 ernannte ihn Benedikt XVI. zudem zum delegierten Präsidenten der im Oktober desselben Jahres stattfindenden Sonderversammlung für Afrika der Bischofssynode.
Nach dem Rücktritt Benedikts XVI. nahm Kardinal Sarr am Konklave 2013 teil.
Papst Franziskus nahm seinen altersbedingten Rücktritt am 22. Dezember 2014 an.

## Mitgliedschaften

### Mitgliedschaften in der Römischen Kurie
Théodore-Adrien Kardinal Sarr war Mitglied der folgenden Kongregationen und Kommissionen der römischen Kurie:
- Kongregation für den Gottesdienst und die Sakramentenordnung (seit 2008)[5]
- Kongregation für die Evangelisierung der Völker (seit 2008)[5]
- Päpstlicher Rat für die Kultur (seit 2009)[6]

### Sonstige Mitgliedschaften
Sarr war seit 2007 Ehrenkonventual-Großkreuzkaplan des Souveränen Malteserordens und ist seit 2008 Ehren- und Devotions-Großkreuzbailli des Ordens.